# Saloca
Saloca es un género de arañas araneomorfas de la familia Linyphiidae. Se encuentra en la zona paleártica.

## Lista de especies
Según The World Spider Catalog 12.0:
- Saloca diceros (O. Pickard-Cambridge, 1871)
- Saloca elevata Wunderlich, 2011
- Saloca gorapaniensis Wunderlich, 1983
- Saloca khumbuensis Wunderlich, 1983
- Saloca kulczynskii Miller & Kratochvíl, 1939
- Saloca ryvkini Eskov & Marusik, 1994